# PT2-Glied

PT_{2}-Glied im Strukturbild

Als PT2-Glied bezeichnet man ein LZI-Übertragungsglied in der Regelungstechnik, welches ein proportionales Übertragungsverhalten mit einer Verzögerung 2. Ordnung aufweist. Bedingt durch seine konjugiert komplexen Pole antwortet das PT2-Glied (auch {\displaystyle PT2_{kk}}-Glied bezeichnet) gegenüber einer Eingangssignal-Änderung mit einem oszillatorisch gedämpften Ausgangssignal.
Der Dämpfungsgrad {\displaystyle 0<D<1} bestimmt mit dem Zeitverhalten die Schwingeigenschaften des Systems. Bei einem Dämpfungsgrad {\displaystyle D\geq 1} lässt sich das PT2-Glied in zwei PT1-Glieder zerlegen. Bei einem Dämpfungsgrad {\displaystyle D<0} entsteht Instabilität mit steigenden Schwingamplituden.
Schwingfähige lineare Übertragungsglieder entstehen durch Energieaustausch seiner verkoppelten Einzelelemente. Besteht ein Regelkreis mit einer Regelstrecke aus zwei {\displaystyle PT_{1}}-Gliedern und einer P-Verstärkung von ca. {\displaystyle K>1} entsteht bereits nach einer Eingangserregung ein gedämpft schwingendes Ausgangsverhalten.
In der Regelungstechnik ist ein schwaches Überschwingverhalten eines Regelkreises in der Größenordnung von ca. 10 % des Sollwertes häufig erwünscht, weil die Regelgröße schneller den Sollwert erreicht.

## Differentialgleichung und Übertragungsfunktion
Gebräuchliche Beispiele eines PT2-Gliedes sind in der Elektrotechnik der R-L-C-Schwingkreis und im Maschinenbau das gedämpfte Federmassependel.
Die allgemeine Form der zugehörigen Differentialgleichung mit der Eingangsvariable {\displaystyle u(t)} und der Ausgangsvariable {\displaystyle y(t)} lautet in den verschiedenen Schreibweisen:
{\displaystyle a_{2}{\frac {\operatorname {d} ^{2}y(t)}{\operatorname {d} \!t^{2}}}+a_{1}{\frac {\operatorname {d} y(t)}{\operatorname {d} \!t}}+a_{0}y(t)=b_{0}u(t)\qquad {\text{oder}}\qquad a_{2}{\ddot {y}}(t)+a_{1}{\dot {y}}(t)+a_{0}y(t)=b_{0}u(t)}.
{\displaystyle a} und {\displaystyle b} sind die Koeffizienten (Gewichte) der Differentialglieder.
Wird die Differentialgleichung eines Übertragungssystems mittels des Laplace-Differentiationssatzes in den s-Bereich (auch Bildbereich) transformiert, entsteht aus einer linearen Differentialgleichung mit konstanten Koeffizienten die Übertragungsfunktion {\displaystyle G(s)} als eine rational gebrochene Funktion in Polynom-Darstellung. Sie ist ein wichtiges mathematisches Hilfsmittel zur Lösung von Differentialgleichungen.
Laplace-Transformation der oben genannten Differentialgleichung:
{\displaystyle a_{2}\cdot s^{2}\cdot Y(s)+a_{1}\cdot s\cdot Y(s)+a_{0}\cdot Y(s)=b_{0}\cdot U(s)}.
Die Übertragungsfunktion ist definiert als das Verhältnis des Ausgangssignals {\displaystyle Y(s)} zum Eingangssignal {\displaystyle U(s)} eines Systems als Funktion der komplexen Frequenz {\displaystyle s}:
{\displaystyle G(s)={\frac {Y(s)}{U(s)}}={\frac {b_{0}}{a_{2}\cdot s^{2}+a_{1}\cdot s+a_{0}}}={\frac {b_{0}}{\text{Nennerpolynom (s)}}}}
Die Übertragungsfunktion {\displaystyle G(s)} wird in eine Normalform des {\displaystyle PT_{2}}-Gliedes gebracht, indem alle Terme durch {\displaystyle a_{0}} dividiert werden. Der Term {\displaystyle a_{1}/a_{0}} wird {\displaystyle 2\cdot D\cdot T} gleichgesetzt.
Damit entsteht die Normalform der Übertragungsfunktion des {\displaystyle PT_{2}}-Schwingungsgliedes mit {\displaystyle \omega _{0}} als Eigenkreisfrequenz:
| {\displaystyle G(s)={\frac {Y(s)}{U(s)}}={\frac {K}{{\frac {1}{\omega _{0}^{2}}}\cdot s^{2}+{\frac {2\cdot D}{\omega _{0}}}\cdot s+1}}={\frac {K\cdot \omega _{0}^{2}}{s^{2}+2\cdot D\cdot \omega _{0}\cdot s+\omega _{0}^{2}}}} |
oder mit {\displaystyle T=1/\omega _{0}}:
| {\displaystyle G(s)={\frac {Y(s)}{U(s)}}={\frac {K}{T^{2}\cdot s^{2}+2\cdot D\cdot T\cdot s+1}}} |
Hierbei bezeichnet:
{\displaystyle K} die Übertragungskonstante bzw. den Verstärkungsfaktor,
{\displaystyle \omega _{0}} die Kennkreisfrequenz oder Eigenkreisfrequenz und
{\displaystyle D} die dimensionslose Dämpfung (der Dämpfungsgrad). Häufig wird auch {\displaystyle d} für Dämpfung verwendet.
{\displaystyle s=\delta +j\omega } ist die unabhängige Laplace-Variable im komplexen Frequenzbereich (Bildbereich, s-Bereich) mit {\displaystyle \delta } als Realteil und {\displaystyle j\omega } als Imaginärteil. Sie erlaubt beliebige algebraische Operationen im s-Bereich, ist aber nur ein Symbol für eine vollzogene Laplace-Transformation und enthält keinen Zahlenwert. Exponenten von s entsprechen dem Grad der Ableitung der Differentiale.

### Bestimmung der Pole
Die Nullstellen des Nennerpolynoms (= Pole) einer Übertragungsfunktion {\displaystyle G(s)} bestimmen ausschließlich das Zeitverhalten eines Übertragungssystems.
Die Pole bewirken folgendes globales Systemverhalten:
- Pol reell, {\displaystyle s_{p1}=-\delta }

Die Sprungantwort eines Übertragungssystems höherer Ordnung mit nur reellen Polen hat ein globales asymptotisches Systemverhalten. Es enthält lauter {\displaystyle PT_{1}}-Glieder.
- Pole konjugiert komplex, {\displaystyle s_{p1;p2}=-\delta \pm j\cdot \omega }. Unter Konjugation versteht man in der s-Ebene einen um die reelle Achse gespiegelten Doppelpol. Bei {\displaystyle PT_{2}}-Gliedern mit Schwinganteilen sind die Pole konjugiert komplex.

Die Sprungantwort eines Übertragungssystems höherer Ordnung mit nur einem konjugiert komplexen Doppelpol hat ein globales gedämpftes Schwingverhalten.
- Pol {\displaystyle s_{p}={\text{Null}}} entspricht einem fehlenden Abschlussglied der Übertragungsfunktion. Koeffizient {\displaystyle a_{0}=0}

Die Sprungantwort eines Übertragungssystems höherer Ordnung ohne Abschlussglied {\displaystyle a_{0}=0} bildet die Teilübertragungsfunktion {\displaystyle 1/s} und bewirkt ein globales integrales Systemverhalten.
Sind die Realteile von Nullstellen und Polstellen negativ, handelt es sich um ein stabiles System. Negative Realteile der Pole bedeuten asymptotische Stabilität des Teilsystems.
Die Pole (Nullstellen des Nennerpolynoms) lassen sich nun bestimmen, indem das Nennerpolynom der Übertragungsfunktion gleich Null gesetzt wird.
Sind Zahlenwerte einer Übertragungsfunktion in der Polynomdarstellung gegeben, können mit verschiedenen Methoden, wie mit der pq-Formel, die Pole für Systeme zweiter Ordnung bestimmt werden. Im Internet stehen verfügbare Programme bis 4. Ordnung mit dem Aufruf „Nullstellen (Lösungen) von Polynomen bestimmen“ zur Verfügung.
Für Systeme mit Polynomen 2. Ordnung der Form {\displaystyle s^{2}+p\cdot s+q=0} errechnen sich die Nullstellen bzw. die Pole:
{\displaystyle s_{p1;p2}=-{\frac {p}{2}}\pm {\sqrt {{\frac {p^{2}}{4}}-q}}}.

### Bestimmung der Kreisfrequenz ω des PT2-Gliedes
Man unterscheidet bei gedämpften und ungedämpften Übertragungssystemen: 
- {\displaystyle {\omega _{0}}} = Kennkreisfrequenz des ungedämpften Übertragungssystems.
- {\displaystyle {\omega _{d}}} = Eigenkreisfrequenz des gedämpften Übertragungssystems.
- Die Eigenkreisfrequenz {\displaystyle {\omega _{d}}} eines gedämpften Übertragungssystems und deren Schwingamplituden sind stets kleiner als die Kennkreisfrequenz {\displaystyle {\omega _{0}}} und deren Schwingamplituden des ungedämpften {\displaystyle PT_{2}}-Gliedes.

Aus der Normalform der Übertragungsfunktion eines gedämpften {\displaystyle PT_{2}}-Gliedes kann die Kennkreisfrequenz {\displaystyle \omega _{0}=2\cdot \pi \cdot f_{0}} aus dem Koeffizienten {\displaystyle T^{2}} gebildet werden. 
Bei einer gegebenen Übertragungsfunktion sind die Koeffizienten {\displaystyle T^{2}} wie auch {\displaystyle 2\cdot D\cdot T} je Zahlenwerte.
{\displaystyle G(s)={\frac {Y(s)}{U(s)}}={\frac {K}{{\frac {1}{\omega _{0}^{2}}}\cdot s^{2}+{\frac {2\cdot D}{\omega _{0}}}\cdot s+1}}={\frac {K}{T^{2}\cdot s^{2}+2\cdot D\cdot T\cdot s+1}}\qquad {\text{mit}}\quad T={\frac {1}{\omega _{0}}}}
Aus dem Koeffizienten {\displaystyle T^{2}} wird die Kennkreisfrequenz {\displaystyle \omega _{0}={\frac {1}{T}}=2\cdot \pi \cdot f_{0}} des dämpfungslosen Systems bestimmt.
{\displaystyle \omega _{0}={\sqrt {\frac {1}{T^{2}}}}=2\cdot \pi \cdot f_{0}}.
Aus dem Zahlenwert des Koeffizienten für {\displaystyle 2\cdot D\cdot T} wird die Dämpfung {\displaystyle D} errechnet.
Mit steigendem Dämpfungswert {\displaystyle D} verringert sich die Schwingfrequenz und die Amplitude der Systemantwort (Übergangsfunktion). Bei {\displaystyle D=1} geht die gedämpfte Schwingung in einen aperiodischen Verlauf zweiter Ordnung bzw. bei weiter steigendem {\displaystyle D>1} in einen Kriechfall über.
Die Eigenkreisfrequenz des gedämpft schwingenden System wird bestimmt durch:
{\displaystyle \omega _{d}=\omega _{0}\cdot {\sqrt {1-D^{2}}}}
Die Schwingfrequenz {\displaystyle f_{d}} des gedämpften Systems lautet:
{\displaystyle f_{d}={\frac {\omega _{d}}{2\cdot \pi }}}
Die Periodendauer {\displaystyle T_{d}} des gedämpft schwingenden Systems lautet:
{\displaystyle T_{d}={\frac {1}{f_{d}}}}

## Bestimmung der Übertragungsfunktion eines PT2-Gliedes aus einer gegebenen graphischen Darstellung der Sprungantwort

### Stabiles schwingfähiges System 0 <D< 1
Ist die Sprungantwort dieses Systems grafisch gegeben, kann die Übertragungsfunktion des {\displaystyle PT_{2}}-Gliedes ({\displaystyle PT2_{kk}}Schwingungsglied) aus dem Amplitudenverhältnis der zwei ersten Halbwellen errechnet werden.
Mit {\displaystyle A1} wird die Amplitude in positiver Richtung und mit {\displaystyle A2} die Amplitude in negativer Richtung der ersten Schwingung bezeichnet.
Zunächst wird die Dämpfung der Schwingung berechnet:
{\displaystyle D={\frac {1}{\sqrt {1+{\frac {\pi ^{2}}{\left(\ln {\frac {A1}{A2}}\right)^{2}}}}}}}
Der Koeffizient {\displaystyle T} errechnet sich aus der Periodendauer {\displaystyle T_{0}} der 1. Schwingung und aus der Dämpfung {\displaystyle D}:
{\displaystyle T={\frac {T_{0}\cdot {\sqrt {1-D^{2}}}}{2\cdot \pi }}}
Damit ergibt sich die Übertragungsfunktion mit den errechneten Werten von {\displaystyle K=1}, {\displaystyle D} und {\displaystyle T} zu:
{\displaystyle {\frac {Y(s)}{U(s)}}={\frac {1}{T^{2}\cdot s^{2}+2\cdot D\cdot T\cdot s+1}}}

## Anwendungsbeispiel zur Bestimmung der Parameter eines PT2-Gliedes

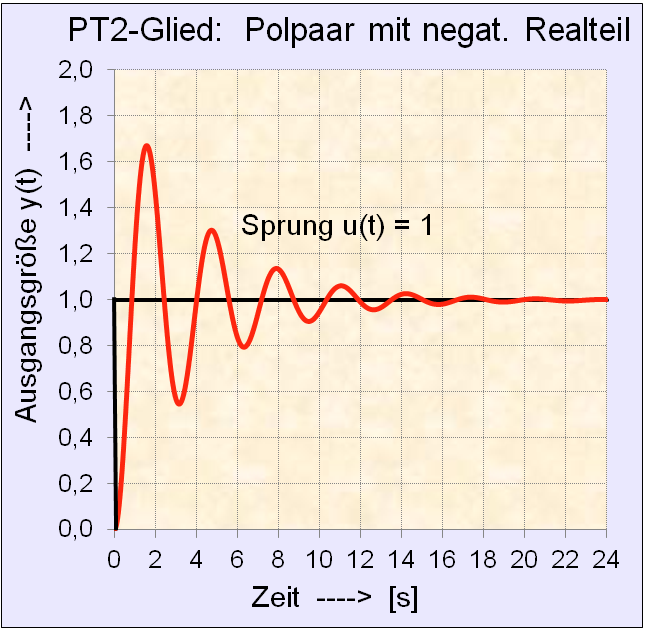
Sprungantwort eines PT2-Gliedes mit konjugiert komplexen Polen.

| Gegeben Übertragungsfunktion mit Nennerpolynom für {\displaystyle 0<D<1} {\displaystyle G(s)={\frac {Y(s)}{U(s)}}={\frac {1}{0{,}25s^{2}+0{,}125s+1}}} Gesucht: Pole, Dämpfung, EigenKreisfrequenzen {\displaystyle \omega _{0}}, {\displaystyle \omega _{e}}, Periodendauer {\displaystyle T_{e}}. Polynom: {\displaystyle \left.0{,}25s^{2}+0{,}125s+1=0\right\|{\text{div.}}\ 0{,}25\quad :=\quad s^{2}+0{,}5s+4=0\qquad {\text{mit}}\ p=0{,}5;\ q=4}, {\displaystyle s_{p1;2}=-{\frac {p}{2}}\pm {\sqrt {{\frac {p^{2}}{4}}-q}}=-{\frac {0{,}5}{2}}\pm {\sqrt {{\frac {0{,}5^{2}}{4}}-4}}=-0{,}25\pm j\cdot 1{,}984}, Ergebnis: Das {\displaystyle PT_{2}}-Glied lässt sich nicht in weitere {\displaystyle PT_{1}}-Glieder zerlegen. Ermittlung der Dämpfung {\displaystyle D}: Durch Faktorenvergleich aus der gegebenen Normalform der Übertragungsfunktion ergibt sich die Beziehung: {\displaystyle 0{,}125=2\cdot D\cdot T\quad {\text{mit}}\quad T={\sqrt {0{,}25}}=0{,}5}. {\displaystyle D={\frac {0{,}125}{2\cdot 0{,}5}}=0{,}125}. Bestimmung der gedämpften Eigenkreisfrequenz {\displaystyle \omega _{d}} nach einem Eingangssprung {\displaystyle 1(t):=1/s}: Die ungedämpfte Kennkreisfrequenz {\displaystyle \omega _{0}} der Sprungantwort des {\displaystyle PT_{2}}-Gliedes lautet: {\displaystyle \omega _{0}={\frac {1}{T}}={\frac {1}{0{,}5}}=2}. Die gedämpfte Eigenkreisfrequenz {\displaystyle \omega _{d}} der Sprungantwort des {\displaystyle PT_{2}}-Gliedes lautet: {\displaystyle \omega _{d}=\omega _{0}\cdot {\sqrt {1-D^{2}}}=2\cdot {\sqrt {1-{0{,}125}^{2}}}=1{,}9843} Die Schwingfrequenz {\displaystyle f_{d}} des gedämpften Systems lautet: {\displaystyle f_{d}={\frac {\omega _{d}}{2\cdot \pi }}={\frac {1{,}9843}{2\cdot \pi }}=0{,}3159} Die Periodendauer der gedämpften Schwingung lautet: {\displaystyle T_{d}={\frac {1}{f_{d}}}={\frac {1}{0{,}3159}}=3{,}1656} Ergebnis: Siehe Periodendauer der Grafik! Bei schwacher Dämpfung sind {\displaystyle \omega _{0}} und {\displaystyle \omega _{d}} ähnlich. Bestimmung der Übertragungsfunktion für reelle Pole {\displaystyle D\geq 1}: Gegeben: Übertragungsfunktion {\displaystyle G(s)={\frac {Y(s)}{U(s)}}={\frac {1}{0{,}125s^{2}+0{,}75s+1}}} Gesucht: Zerlegung in weitere {\displaystyle PT_{1}}-Glieder: Polynom: {\displaystyle \left.0{,}125s^{2}+0{,}75s+1=0\right\|{\text{div.}}\ 0{,}125\quad :=\quad s^{2}+6s+8=0\qquad {\text{mit}}\ p=6;\ q=8} {\displaystyle s_{p1;2}=-{\frac {p}{2}}\pm {\sqrt {{\frac {p^{2}}{4}}-q}}=-{\frac {6}{2}}\pm {\sqrt {{\frac {6^{2}}{4}}-8}}=-3\pm 1\qquad s_{p1}=-2;s_{p2}=-4}. Das zu Null gesetzte Polynom wurde oben durch den Faktor {\displaystyle 0{,}125} dividiert und muss berücksichtigt werden. Übertragungsfunktion in Pol-Darstellung und Zeitkonstanten-Darstellung: {\displaystyle G(s)={\frac {Y(s)}{U(s)}}={\frac {8}{(s-s_{p1})(s-s_{p2})}}={\frac {8}{(s+4)(s+2)}}={\frac {1}{(0{,}25s+1)(0{,}5s+1)}}} |

## Stabiles nicht schwingfähiges PT2-System,D> 1
Zur Identifikation der Zeitkonstanten und Verstärkung eines nicht schwingenden {\displaystyle PT_{2}}-Systems bieten sich mehrere Verfahren an:
- Identifikation über die Impulsantwort für Übertragungssysteme beliebiger Ordnung, siehe Artikel Regelstrecke
- Zeit-Prozent-Kennwert-Verfahren (Schwarze) nach der Sprungantwort mit Zeitwerten von {\displaystyle y_{10},\ y_{50},\ y_{90}} [Prozent]. Dieses Verfahren gilt auch für nichtschwingende Übertragungsglieder höherer Ordnung. Siehe Artikel Regelstrecke
- Falls ein selbst erstelltes oder kommerzielles Rechenprogramm für grafische Sprungantworten vorliegt: empirische Lösung durch Versuch und Irrtum.

Das folgende Verfahren und die Gleichungen wurden durch numerische Simulation und der Optimierung von Funktionen bestimmt.
Vorgehensweise:

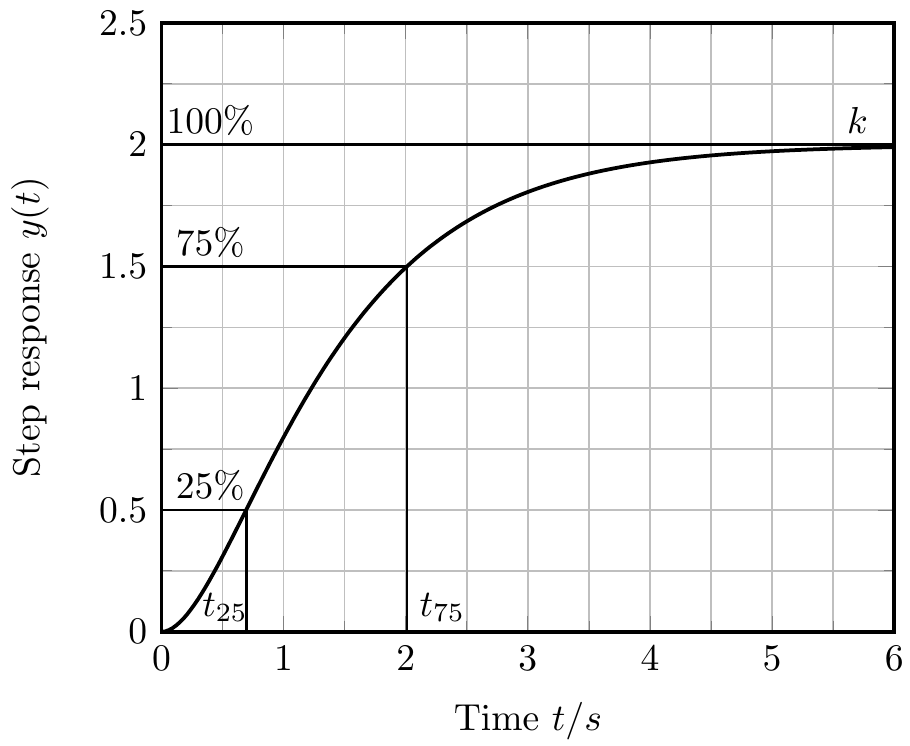
PT2 Sprungantwort. Messung von, und

- Messung der Sprungantwort des Systems mit dem Eingangssprung {\displaystyle u(t)} und der Sprungantwort des Systems {\displaystyle y(t)}.
- Bestimme die Zeiten {\displaystyle t_{25}} und {\displaystyle t_{75}} ausgehend vom Sprungzeitpunkt bis zu dem Zeitpunkt, wo die Sprungantwort {\displaystyle 25\,\%} bzw. {\displaystyle 75\,\%} vom stationären Ausgangswert erreicht hat.
- Bestimme die stationäre Verstärkung {\displaystyle k=\lim _{t\rightarrow \infty }{\dfrac {y(t)}{u(t)}}}
- Berechne folgende Zwischengrößen: {\displaystyle r,\ P,\ X}

{\displaystyle r={\dfrac {t_{25}}{t_{75}}}}
{\displaystyle P=-18{,}56075\,r+{\dfrac {0{,}57311}{r-0{,}20747}}+4{,}16423}
{\displaystyle X=14{,}2797\,r^{3}-9{,}3891\,r^{2}+0{,}25437\,r+1{,}32148}
- Berechne die beiden Zeitkonstanten {\displaystyle T_{1}} und {\displaystyle T_{2}} mit

{\displaystyle T_{2}={\dfrac {t_{75}-t_{25}}{X\,(1+1/P)}}}
{\displaystyle T_{1}={\dfrac {T_{2}}{P}}}
- Darstellung der identifizierten Übertragungsfunktion

{\displaystyle G(s)={\dfrac {k}{(1+s\,T_{1})\cdot (1+s\,T_{2})}}}
| Berechnungsbeispiel der Identifizierung einer Übertragungsfunktion aus der Sprungantwort: - Ablesung der Daten aus dem y(t)-Diagramm {\displaystyle y_{25}=0{,}5\ \to \ t_{25}=0{,}7\qquad y_{75}=1{,}5\ \to \ t_{75}=2{,}0} - Anhand der Gleichungen ergibt sich für: {\displaystyle k=2,\ r=0{,}31,\ P=1{,}6123,\ X=0{,}8726} - Errechnete Zeitkonstanten: {\displaystyle T_{2}=0{,}9195,\ T_{1}=0{,}5703}. |
Anmerkung:
Durch eine genaue numerische Berechnung (Auflösung {\displaystyle \Delta t=0{,}001\ [s]}) der Sprungantwort eines {\displaystyle PT_{2}}-Gliedes wurde festgestellt, dass vorgegebene Soll-Zeitkonstanten {\displaystyle T_{1}^{*}{\text{ und }}T_{2}^{*}} nicht genau mit den errechneten Zeitkonstanten {\displaystyle T_{1},\ T_{2}} (Abweichung ca. 6 %) übereinstimmt, dennoch ein brauchbares Ergebnis brachten.
Die Ursache: Das Ergebnis der berechneten Zeitkonstanten ist offensichtlich eine gute Annäherung an die tatsächliche Funktion der Sprungantwort. Es wurde empirisch festgestellt, dass in einem Bereich von maximal {\displaystyle \pm 20} % der kleineren Zeitkonstante {\displaystyle T} die Beziehung der Soll-Zeitkonstanten zu den errechneten Zeitkonstanten gilt:
{\displaystyle T_{2}^{*}+T_{1}^{*}=T_{2}+T_{1}\quad |} Gilt für einen Bereich von maximal {\displaystyle \pm 20} % der kleineren Zeitkonstante {\displaystyle T}.
Daraus lässt sich beispielsweise für die dargestellte Grafik ableiten, dass die vermutete ursprüngliche Übertragungsfunktion wie folgt lautete:
{\displaystyle G(s)={\frac {2}{(1+0{,}5s)\cdot (1+s)}}\approx {\frac {2}{(1+0{,}5703s)\cdot (1+0{,}9195s)}}}.
In der grafischen Darstellung der Sprungantworten in einem Diagramm 10 * 10 [cm] ist der Verlauf der beiden Funktionen {\displaystyle y(t)} praktisch deckungsgleich.
Die unnötige hohe Stellenzahl (bis 7 Ziffern einschließlich Dezimalstellen) der Faktoren (Konstanten) kann auf 4 Ziffern einschließlich der Dezimalstellen begrenzt werden, ohne dass sich am Ergebnis der Zeitkonstanten etwas ändern würde.

## Methoden der Berechnung des Zeitverhaltens von ÜbertragungsgliedernG(s)
- Lösung aus der gewöhnlichen Differentialgleichung bis maximal zweiter Ordnung (sehr umständlich).
- Lösung aus der Übertragungsfunktion:
  - durch Partialbruchzerlegung in einfache additive Terme, die sich leicht in den Zeitbereich transformieren lassen.
  - durch Anwendung von Laplace-Transformationstabellen, welche die korrespondierenden Gleichungen im Zeitbereich enthalten.

Die Berechnung des Zeitverhaltens eines {\displaystyle PT_{2}}-Gliedes aus der Übertragungsfunktion {\displaystyle G(s)} wird üblicherweise für normierte Eingangssignale {\displaystyle U(s)} durchgeführt. Zur Berechnung der Sprungantwort mit dem Eingangssignal {\displaystyle u(t)=1(t):=U(s):={\frac {1}{s}}} wird der Übertragungsfunktion der Term {\displaystyle {\frac {1}{s}}} multiplikativ angehängt. Wird letzteres nicht durchgeführt, erhält man an Stelle der Sprungantwort die Impulsantwort.
Anmerkung: enthält ein Übertragungssystem Schwingungsanteile, ergeben sich laut Transformationstabellen aufwendige trigonometrische Gleichungen.
- Benutzung fertiger kommerzieller Programme, wie Matlab und Simulink.
- Umwandlung von gewöhnlichen Differentialgleichungen eines Übertragungssystems in Differenzengleichungen, die sich tabellarisch leicht lösen lassen.

Eine Differenzengleichung ist eine numerisch lösbare rekursive Berechnungsvorschrift für eine diskret definierte Folge von nummerierten Folgeelementen bzw. Stützstellen {\displaystyle y_{k}} im Abstand eines meist konstanten Intervalls {\displaystyle \Delta x} oder bei zeitabhängigen Systemen {\displaystyle \Delta t}.
{\displaystyle \to } siehe Artikel Differenzengleichung (Differenzenverfahren)

### Berechnung der Sprungantwort eines PT2-Gliedes im Zeitbereich
Die in jedem guten Fachbuch der Regelungstechnik dargestellten Tabellen der wichtigsten Laplace-Transformationen erlauben die Berechnung des Zeitverhaltens eines Übertragungssystems für eine gegebene Übertragungsfunktion {\displaystyle G(s)}.
Die Korrespondenz-Tabellen enthalten für die nachfolgend dargestellten definierten Formen der Eingangssignale {\displaystyle U(s)} die zugehörigen Gleichungen zur Berechnung des Ausgangssignals im Zeitbereich {\displaystyle y(t)}. Um die Gleichung zur Berechnung das Zeitverhaltens des Übertragungssystems zu bestimmen, muss die gegebene Übertragungsfunktion {\displaystyle G(s)} mit der Art des Eingangssignals {\displaystyle U(s)} multipliziert werden.
Folgende normierte Laplace-transformierte Eingangssignale {\displaystyle U(s)} lauten:
- Impulsfunktion: {\displaystyle U_{\delta }(s)=1}.
- Einheitssprung, Sprungfunktion: {\displaystyle U_{\sigma }(s)={\frac {1}{s}}}.
- Anstiegsfunktion {\displaystyle U_{a}(s)={\frac {1}{s^{2}}}}.
- Sinusfunktion {\displaystyle U_{s}(s)={\frac {\omega }{s^{2}+\omega ^{2}}}}.

Für die Bestimmung des Zeitverhaltens eines PT2/-Gliedes lautet die in der Transformationstabelle zu suchende Form der Gleichung:
{\displaystyle Y(s)=\underbrace {G(s)\cdot U(s)} _{\text{Suchbegriff}}}.
{\displaystyle y(t)={\mathcal {L}}^{-1}\underbrace {\left\{G(s)\cdot U(s)\right\}} _{\text{Suchbegriff}}}.
Die Laplace-Rücktransformation in den Zeitbereich mit Hilfe von Laplace-Transformationstabellen erfolgt mit der gesuchten Funktion {\displaystyle G(s)}, multipliziert mit dem gewünschten Eingangssignal {\displaystyle U(s)}.
Für den Einheitssprung {\displaystyle U_{\sigma }(s)={\frac {1}{s}}} auf das PT2-Glied gilt:
{\displaystyle Y(s)={\frac {1}{s}}\cdot {\frac {K}{{\frac {1}{\omega _{d}^{2}}}\cdot s^{2}+{\frac {2\cdot D}{\omega _{d}}}\cdot s+1}}}
oder
{\displaystyle Y(s)={\frac {1}{s}}\cdot {\frac {K}{T^{2}\cdot s^{2}+2\cdot D\cdot T\cdot s+1}}}

### Fallunterscheidung der Sprungantwort nach dem DämpfungsgradD= 0;D= 1;D> 1;D< 0
- Für {\displaystyle D=0}: Das System antwortet mit einer konstanten Dauerschwingung um den Wert der Verstärkung {\displaystyle K}. Damit verschwindet der Term {\displaystyle 2DT} in der Übertragungsfunktion und die Gleichung für die Berechnung des Zeitverhaltens vereinfacht sich.
- Für {\displaystyle D\geq 1} vereinfacht sich die Gleichung zur Berechnung des Zeitverhaltens, weil das Übertragungsverhalten durch zwei {\displaystyle PT_{1}}-Glieder der Übertragungsfunktion bestimmt wird.

Bei {\displaystyle D=1} sind die Zeitkonstanten der Übertragungsfunktion {\displaystyle T_{1}=T_{2}}.
- Für {\displaystyle D<0} ergibt sich ein konjugiert komplexer Doppelpol mit positivem Realteil. Der Term {\displaystyle 2DT} wird negativ. Das Übertragungsglied antwortet mit instabilen zunehmend steigenden Amplituden.

Anmerkung: Die instabilen Verzögerungsglieder, fälschlicherweise instabile {\displaystyle PT_{2}}-Glieder genannt, haben kein proportionales Verhalten. Man kann sie als Instabile {\displaystyle T_{2}}-Glieder bezeichnen.

## Zeitverhalten der Sprungantwort eines PT2-Gliedes als Funktion der Dämpfung
Je nach gegebenen Zahlenwerten einer Übertragungsfunktion G(s) ergeben sich unterschiedliche Darstellungen des Systemzeitverhaltens.
{\displaystyle G(s)={\frac {Y(s)}{U(s)}}={\frac {b_{0}}{a_{2}\cdot s^{2}+a_{1}\cdot s+a_{0}}}:={\frac {K}{T_{1}\cdot T_{2}\cdot s^{2}+(T_{1}+T_{2})\cdot s+1}}:={\frac {K}{T^{2}\cdot s^{2}+2\cdot D\cdot T\cdot s+1}}}.
- Liegen die Zahlenwerte einer Übertragungsfunktion in Polynomdarstellung vor, lassen sich die 2 Pole {\displaystyle s_{pi}} des Nennerpolynoms bestimmen. Sind sie negativ und reell lassen sich die Zeitkonstanten {\displaystyle T_{1}={\frac {1}{s_{p1}}}\quad {\text{und}}\quad T_{2}={\frac {1}{s_{p2}}}} errechnen.
- Sind die Pole konjugiert komplex mit negativem Realteil, lässt sich das System nicht in {\displaystyle PT_{1}}-Glieder aufspalten. Dabei handelt es sich um einen (gespiegelten) Doppelpol, welcher bei der Sprungantwort des Systems eine gedämpfte Schwingung hervorruft.

Je nach Zahlenwerten lassen sich mit {\displaystyle T={\sqrt {T^{2}}}} und {\displaystyle D=1,\ D=0,\ D=-1} verschiedene Formen des Übertragungsverhaltens des Systems darstellen.
Anmerkung: Die Übertragungsfunktion als Suchfunktion in den Laplace-Transformationstabellen ändert sich für die Dämpfungsgrade {\displaystyle D=0}, {\displaystyle D=1} und {\displaystyle D=-1}. Damit ändern sich auch die Gleichungen für den Zeitbereich.
| Dämpfung                                      | Normierte Sprungantwort {\displaystyle y(t)={\mathcal {L}}^{-1}{\left\{G(s)\cdot {\frac {1}{s}}\right\}}} | Kommentar |
| --------------------------------------------- | --- | --- |
| {\displaystyle D>1} Kriechfall                | {\displaystyle Y(s)={\frac {1}{s}}\cdot {\frac {K}{T^{2}\cdot s^{2}+2\cdot D\cdot T\cdot s+1}}\qquad T_{1}\neq T_{2}} {\displaystyle y(t)=K\left[1-{\frac {T_{1}}{T_{1}-T_{2}}}\mathrm {e} ^{-{\frac {t}{T_{1}}}}+{\frac {T_{2}}{T_{1}-T_{2}}}\mathrm {e} ^{-{\frac {t}{T_{2}}}}\right]} | Der Systemausgang enthält keine Schwinganteile. Der asymptotische Zeitverlauf der Sprungantwort wird durch zwei {\displaystyle PT_{1}}-Glieder mit unterschiedlichen Zeitkonstanten bestimmt. Die größere Zeitkonstante dominiert den Verlauf. |
| {\displaystyle D=1} aperiodischer Grenzfall   | {\displaystyle Y(s)={\frac {1}{s}}\cdot {\frac {K}{T^{2}\cdot s^{2}+2\cdot D\cdot T\cdot s+1}}\qquad T_{1}=T_{2}} {\displaystyle y(t)=K\left[1-\mathrm {e} ^{-{\frac {t}{T_{1}}}}-{\frac {t}{T_{1}}}\mathrm {e} ^{-{\frac {t}{T_{2}}}}\right]} | |
| {\displaystyle 0<D<1} stabiler Schwingfall    | {\displaystyle Y(s)={\frac {1}{s}}\cdot {\frac {K}{T^{2}\cdot s^{2}+2\cdot D\cdot T\cdot s+1}}={\frac {1}{s\cdot (0{,}25s^{2}+0{,}125s+1)}}} {\displaystyle y(t)=K\left[1-{\frac {1}{\sqrt {1-D^{2}}}}\cdot \mathrm {e} ^{-D\omega _{0}t}\cdot \sin(\omega _{0}{\sqrt {1-D^{2}}}t+\arccos D)\right]} {\displaystyle \omega _{\textrm {e}}=\omega _{0}{\sqrt {1-D^{2}}}} Das System enthält 2 konjugiert komplexe Pole: {\displaystyle s_{p1/2}=-0{,}25\pm j\cdot 1{,}98}.                                                                | |
| {\displaystyle D=0} grenzstabiler Schwingfall | {\displaystyle Y(s)={\frac {1}{s}}\cdot {\frac {K}{T^{2}\cdot s^{2}+1}}={\frac {1}{s\cdot (0{,}25s^{2}+1)}}} {\displaystyle y(t)={\text{siehe Laplace-Transformationstabelle}}} Das System enthält 2 konjugiert komplexe Pole: {\displaystyle s_{p1/2}=0\pm j\cdot 2}. | |
| {\displaystyle -1<D<0} instabiler Schwingfall | {\displaystyle Y(s)={\frac {1}{s}}\cdot {\frac {K}{T^{2}\cdot s^{2}+2\cdot D\cdot T\cdot s+1}}={\frac {1}{s}}\cdot {\frac {1}{0{,}25s^{2}-0{,}125s+1}}} {\displaystyle y(t)={\text{siehe Laplace-Transformationstabelle}}\qquad (D{\text{ ist negativ}})} Das System enthält 2 konjugiert komplexe Pole mit positivem Realteil: {\displaystyle s_{p1/2}=0,25\pm j\cdot 1{,}98}. | |
| {\displaystyle D<-1} instabiler Kriechfall    | {\displaystyle Y(s)={\frac {1}{s}}\cdot {\frac {K}{T^{2}\cdot s^{2}+2\cdot D\cdot T\cdot s+1}}={\frac {1}{s}}\cdot {\frac {1}{50\cdot s^{2}-15\cdot s+1}}} {\displaystyle y(t)=K\left[1-{\frac {T_{1}}{T_{1}-T_{2}}}\mathrm {e} ^{\frac {t}{T_{1}}}+{\frac {T_{2}}{T_{1}-T_{2}}}\mathrm {e} ^{\frac {t}{T_{2}}}\right]\qquad T_{1}\neq T_{2}} Das System enthält 2 reelle positive Pole und lässt sich damit in 2 instabile T1-Glieder aufspalten. {\displaystyle s_{p1}=0{,}1,\ s_{p2}=0{,}2,\ T=7{,}07,\ D=-1,06,\ T_{1}=10,\ T_{2}=5} | |

Sprungantwort eines PT_{2}-Gliedes (K = 2, T = 1, D = 0.2; 1; 5)

Beispielverläufe der Sprungantworten für unterschiedliche D-Werte: {\displaystyle (D=0;\ D=0{,}2;\ D=1;\ D=5)}.
Die Übertragungsfunktionen {\displaystyle G(s)} der dargestellten Grafikverläufe lassen sich anhand von Faktorenvergleich mit der Grundform bestimmen. Für alle Verläufe gilt T=1; K=2:
- Für das {\displaystyle PT2_{kk}}-Glied mit {\displaystyle D=0} lautet die Übertragungsfunktion:

{\displaystyle G(s)={\frac {Y(s)}{U(s)}}={\frac {2}{s^{2}+1}}}
- Für das {\displaystyle PT2_{kk}}-Glied mit {\displaystyle D=0{,}2} lautet die Übertragungsfunktion:

{\displaystyle G(s)={\frac {Y(s)}{U(s)}}={\frac {2}{s^{2}+0{,}4\cdot s+1}}}
- Für das {\displaystyle PT_{2}}-Glied mit {\displaystyle D=1} lautet die Übertragungsfunktion:

{\displaystyle G(s)={\frac {Y(s)}{U(s)}}={\frac {2}{s^{2}+2\cdot s+1}}={\frac {2}{(s+1)^{2}}}}
- Für das {\displaystyle PT_{2}}-Glied mit {\displaystyle D=5} lautet die Übertragungsfunktion (Verfahren siehe Berechnungsbeispiel):

{\displaystyle G(s)={\frac {Y(s)}{U(s)}}={\frac {2}{s^{2}+10\cdot s+1}}={\frac {2}{(s+9{,}899)(s+0{,}101)}}={\frac {2}{(0{,}011s+1)(9{,}90s+1)}}}
mit {\displaystyle s_{p1}=-9{,}899;s_{p2}=-0{,}101}

## Grafische Methoden des Bodediagramms und der Ortskurve zur Bestimmung der Stabilität
Eine Phasenverschiebung von φ < −180° und eine Verstärkung > 1 führt von der Gegenkopplung zur Mitkopplung und damit zur oszillierenden Instabilität, wenn der Regelkreis geschlossen wird.
Aus diesem Verhalten hat der amerikanische Physiker Harry Nyquist Stabilitätskriterien abgeleitet, die sich auf den offenen Regelkreis beziehen und für die Schließbedingung des Regelkreises anzuwenden sind.
Die grafischen Stabilitätsverfahren über das Bodediagramm und der Ortskurve des Frequenzgangs dienen dem Verständnis von Teilgebieten der Systemtheorie, sind aber keine Alternativen zur numerischen Berechnung eines Regelkreises, bei dem tabellarisch das innere Teil-Systemverhalten für jede Berechnungsfolge y(k·Δt) dargestellt und grafisch der zeitliche Signalverlauf verschiedener Ausgangsgrößen für eine beliebige Eingangsgröße gezeigt wird.

### Bodediagramm

Bodediagramm eines PT_{2}-Gliedes (K = 2, T = 1, D = 0.2; 1; 5)

Beim PT2-Glied ist
{\displaystyle F(j\omega )={\frac {K}{1+2D{\frac {j\omega }{\omega _{0}}}+{\Bigl (}{\frac {j\omega }{\omega _{0}}}{\Bigr )}^{2}}}}
der Frequenzgang. Daher gilt für den Amplituden- und Phasengang im Bodediagramm:
{\displaystyle |F(j\omega )|={\frac {K}{\sqrt {{\Bigl (}1-{\Bigl (}{\frac {\omega }{\omega _{0}}}{\Bigr )}^{2}{\Bigr )}^{2}+{\Bigl (}2D{\frac {\omega }{\omega _{0}}}{\Bigr )}^{2}}}}}
{\displaystyle \varphi (\omega )=-\arctan \left({\frac {2D{\frac {\omega }{\omega _{0}}}}{1-{\Bigl (}{\frac {\omega }{\omega _{0}}}{\Bigr )}^{2}}}\right)}
Die folgende Abbildung zeigt den Amplituden- und Phasengang. Typisch für ein PT2-Glied ist der Abfall der Amplitude um 40 dB je Dekade. Auch ist die Phasenverschiebung von 180° kennzeichnend. An der Überhöhung im Amplitudengang kann man erkennen, dass für die Dämpfung {\displaystyle 0<D<{\frac {1}{\sqrt {2}}}} gelten muss. Keine Überhöhung bedeutet eine Dämpfung {\displaystyle D\geq {\frac {1}{\sqrt {2}}}} .
Bei der Kennkreisfrequenz (= Eckfrequenz {\displaystyle 10^{0}}) hat die Phasenverschiebung einen Wert von −90°. Mit zunehmend steigenden Frequenzen beträgt die Phasenverschiebung maximal |-180|°.

### Ortskurve des Frequenzgangs

Ortskurve eines PT_{2}-Gliedes (K = 2, T = 1, D = 0.2; 1; 5)

Die Frequenzganggleichung des offenen Kreises wird nach Realteil und Imaginärteil aufgelöst und in ein Koordinatensystem eingetragen. Die senkrechte Achse zeigt die Daten der Imaginärteile, die waagerechten Achse die Realteile.
Die Ortskurve ({\displaystyle 0\leq \omega \leq \infty }) des PT2-Gliedes verläuft vom Punkt K auf der positiven reellen Achse in Abhängigkeit von der Dämpfung d durch den vierten und dritten Quadranten für {\displaystyle \omega \to \infty } aus Richtung der negativen reellen Achse in den Punkt 0.